# Virgilus
Virgilus is een monotypisch geslacht van spinnen uit de  familie van de Amaurobiidae (nachtkaardespinnen).

## Soort
- Virgilus normalis Roth, 1967